# ペギー・マン

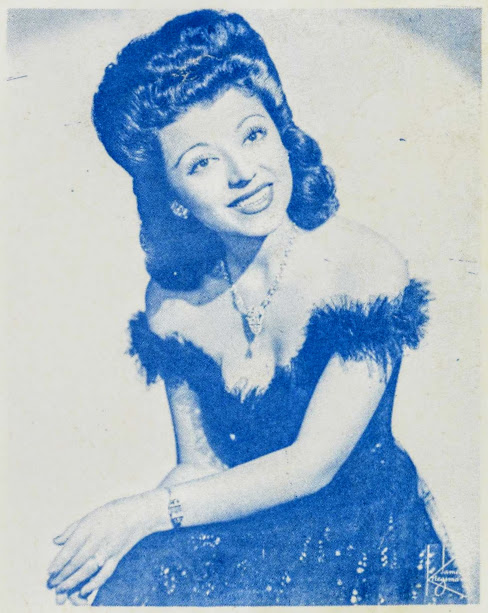
楽曲「I Didn't Think You Cared」の楽譜の表紙を飾ったペギー・マン。

ペギー・マン (Peggy Mann) の芸名でもっぱら知られる、マーガレット・ダンラップ（Margaret Dunlap、旧姓：ジャーマノ (Germano)、1918年9月28日 - 1988年8月13日）は、1930年代から1940年代にかけて広く知られたアメリカ合衆国のビッグバンド歌手。彼女は、ヘンリー・ホルステッド、ベン・ポラック、ラリー・クリントン、テディ・パウエルなどの楽団と共演し、ソロ歌手としても活動した後、1950年代初めに音楽業界から引退した。マンは、ニューヨーク州ヨンカーズに生まれた。『ビルボード』誌に掲載されたあるレビューは、彼女の「魅力的な振る舞いは、彼女を歌のスタイリストとして好まれる存在にした (captivating manner that has made her a favorite song stylist)」と述べた。
ラジオ番組だった当時の『Your Hit Parade』では、彼女はジョアン・エドワーズの代役を務めることがあった。
マンは、1971年にワシントンD.C.でロデリック・ダンラップ (Roderick Dunlap) と結婚し、 ロサンゼルスにいた時期を経て、ふたりでヨンカーズに戻った。夫は1987年7月に先立った。マンは、ニューヨーク州ヨンカーズの自宅で、1988年8月に69歳で死去した。